# Guido Ubaldo Abbatini

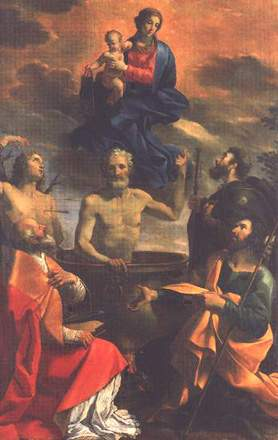
Pintura La Pala di Scheggino (1644).

 Guido Ubaldo Abatini  (Città di Castello, c. 1600 —  Roma, 1656) foi um pintor italiano. Deixou várias pinturas decorativas no Vaticano e outros templos de Roma.  